# Bosutinib
Le bosutinib, nom de code SKI-606, est un médicament utilisé dans la leucémie myeloïde chronique. Il est commercialisé sous le nom commercial Bosulif.

## Mode d'action
C'est un inhibiteur de la tyrosine kinase qui bloque les protéines BCR-ABL et src

## Usage médical
C'est un médicament utilisé pour traiter la leucémie myéloïde chronique. Plus précisément, il est utilisé en cas de présence d'un chromosome de Philadelphie. Le médicament se prend par voie orale.

## Effets secondaires
Les effets secondaires de ce médicament comprennent une diarrhée, des éruptions cutanées, des nausées, une fatigue, des problèmes hépatiques, des infections des voies respiratoires, une fièvre ou des maux de tête. D'autres effets secondaires peuvent inclure une dépression médullaire, des lésions cardiaques, des œdèmes ou des problèmes rénaux. L'utilisation pendant de ce médicament la grossesse peut nuire au fœtus.

## Histoire
Le médicament a été approuvé pour un usage médical aux États-Unis en 2012 et en Europe en 2013,. Au Royaume-Uni, 4 semaines de traitement coûtent au NHS environ 3 400 livres sterling à partir de 2021. Ce montant aux États-Unis est d'environ 17 000 dollars américains.